# Де Рёйтер, Нол
Арнолдюс Николас (Нол) де Рёйтер (нидерл. Arnoldus Nicolaas "Nol" de Ruiter; 6 апреля 1940, Утрехт — 21 мая 2025, Хаутен, Утрехт) — нидерландский футбольный тренер и функционер.

## Карьера
В качестве футболиста выступал за команды из города Утрехт, которые в 1970 году соединились в один клуб. В качестве тренера работал с несколькими коллективами. Наибольших успехов де Рёйтер добился с «Утрехтом», который он привёл к победе в Кубке Нидерландов в сезоне 1984/85.
С 1987 по 1989 г. и с 1991 по 1992 г. возглавлял молодежную сборную Нидерландов, а в 1990 году он в двух матчах исполнял обязанности главного тренера в главной национальной команде страны. Позднее он возглавлял сборную Египта.
В последнее время де Рёйтер работал главным скаутом в «Утрехте».
Умер 21 мая 2025 года в возрасте 85 лет.

## Достижения
«Утрехт»
- Обладатель Кубка Нидерландов: 1984/85